# 佐土原站
佐土原站（日语：／ Sadowara eki */?）是位於日本宮崎縣宮崎市，屬於九州旅客鐵道（JR九州）和日本貨物鐵道（JR貨物）的日豐本線車站。事務管號碼為▲940501。此站過去可轉乘日本國有鐵道（國鐵）妻線，並且在1996年前是日本國有鐵道（國鐵）鹿兒島鐵道管理局與後來的九州旅客鐵道鹿兒島分社管轄範圍最北邊的車站。現時早上由宮崎站開出的兩班區間普通列車會以本站為起訖站。

## 車站構造

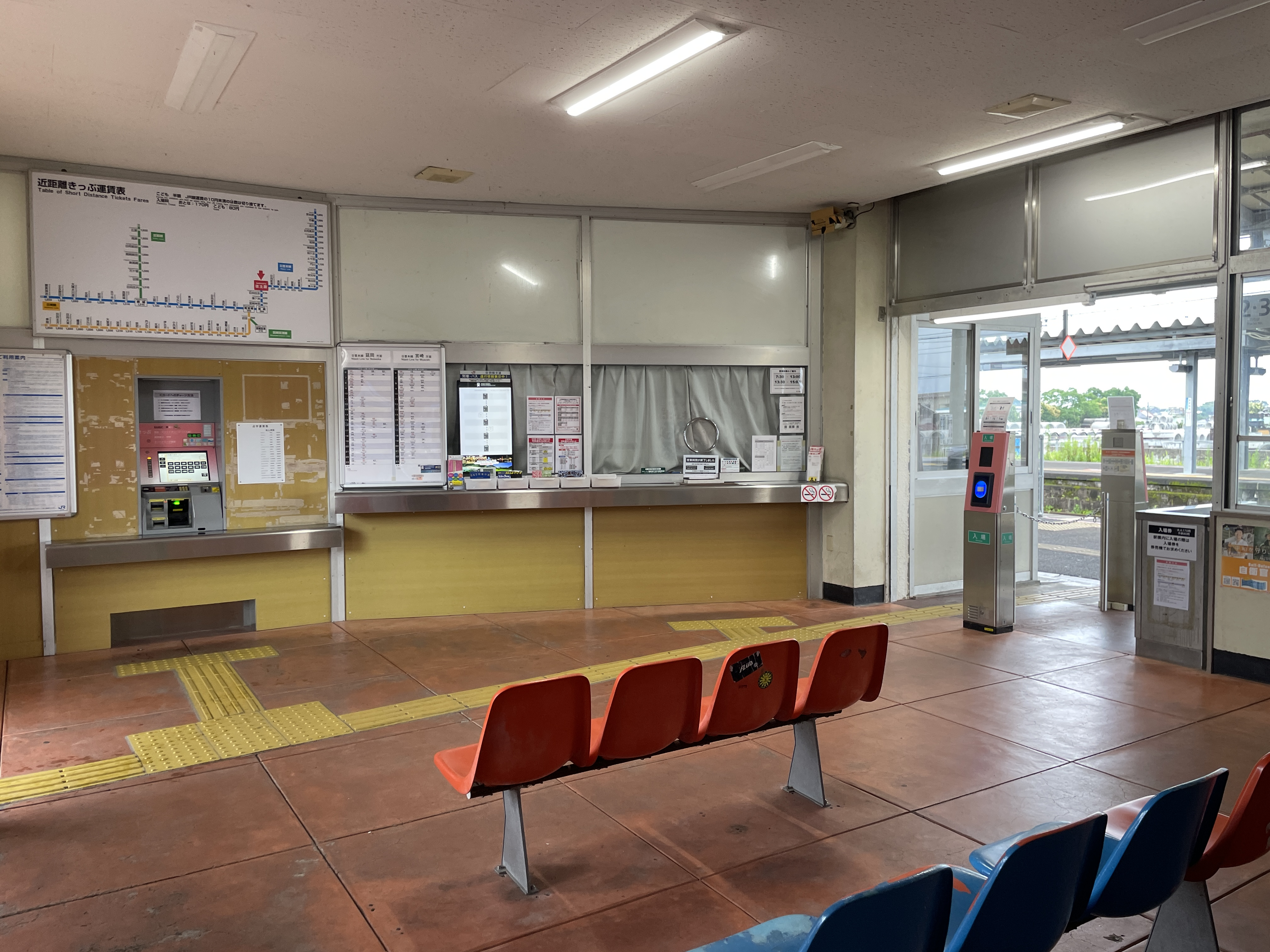
車站內部與驗票口（2023年6月）

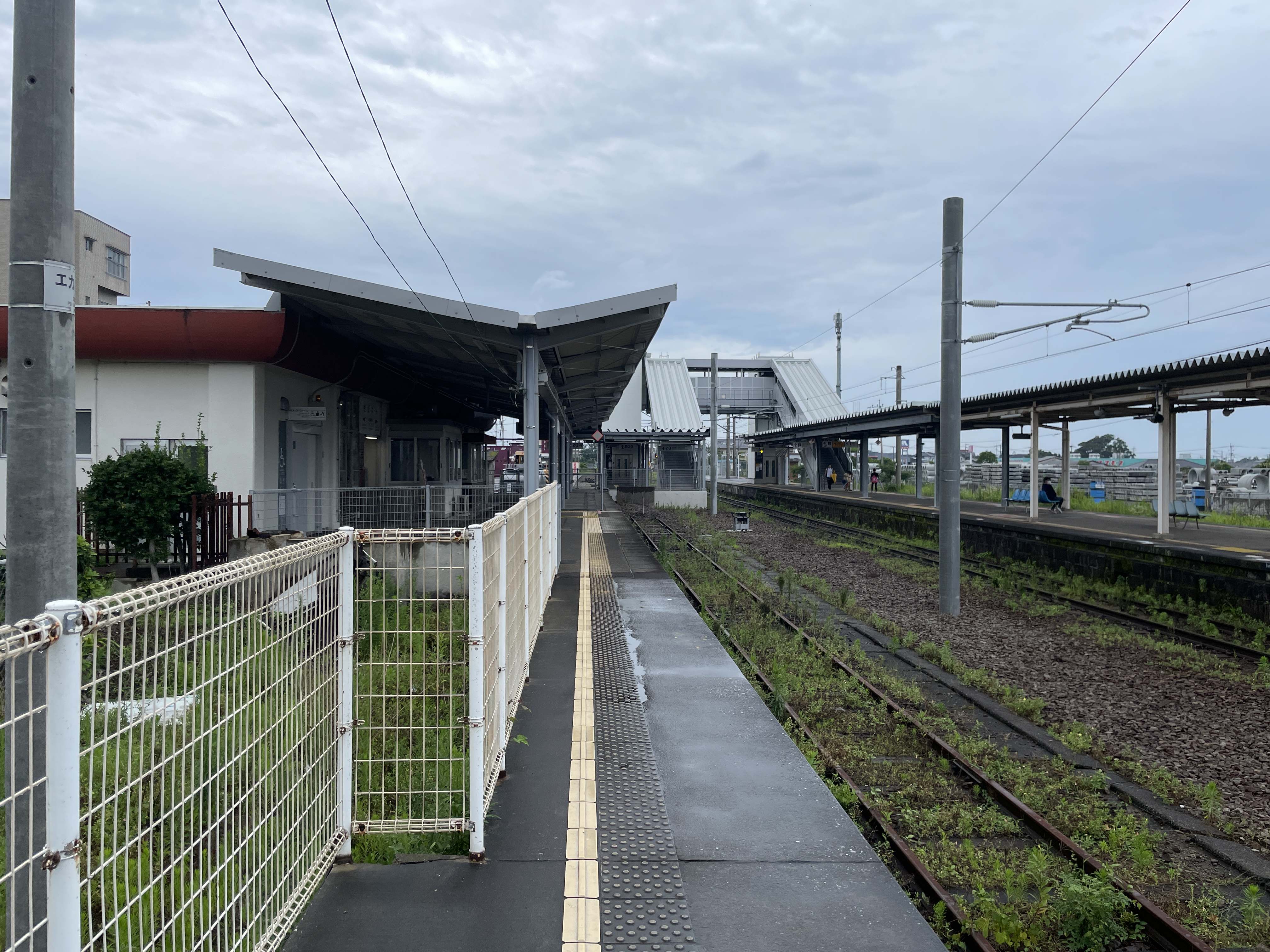
1號月台（2023年6月）

此站是地面車站，現時使用的站房為屬為以水泥建成的第二代單層站房。此站屬JR九州服務支援管理的業務委託車站。此站可以使用「SUGOCA」IC卡（為SUGOCA宮崎範圍的北端），以及可以與SUGOCA互相使用的交通系IC卡。站內設有簡易SUGOCA閘機，但只可於自動售票機購買SUGOCA（只限不記名式SUGOCA），不可在櫃賣購買。
站內也設有觸控面板式自動售票機（支援IC卡）、SUGOCA點數增值和IC卡增值機。同時可使用IC卡在此站購買特急票。閘內則設有增值機。

### 月台
設有側式月台和島式月台各1個，合共設有2面3線配置。月台之間透過跨線橋連接。側式月台（1號月台）為原妻線的停靠處，一直未有架設電纜，妻線取消後，改作為日豐本線區間車的到着站，隨2022年9月23日起所有普通列車均改以電氣化火車行駛後，此月台便再沒有任何列車使用；而往延岡方向設置了止衝擋）。
現時所有列車均使用島式月台（2、3號月台）。
| 月台 | 路線         | 上下行       | 方向                                       | 備註         |              |
| ---- | ------------ | ------------ | ------------------------------------------ | ------------ | ------------ |
| 1    | （停止使用） | （停止使用） | （停止使用）                               | （停止使用） | （停止使用） |
| 2、3 | ■日豐本線    | 上行         | 日向新富、高鍋、延岡、大分、小倉、博多方向 |              |              |
| 2、3 | ■日豐本線    | 下行         | 南宮崎、宮崎機場、田野、都城、西都城方向   |              |              |

## 歷史
- 1920年9月11日：鐵道省宮崎本線本站～高鍋開通[7]，稱為「廣瀨站」（日语：／）。
- 1965年7月1日：車站改名為佐土原站（第二代）。而在1965年6月1日，妻線佐土原站（第一代）改名為西佐土原站[1]。
- 1984年：

- 2月1日：終止貨物起卸業務。
- 12月1日：妻線廢線。

- 1985年3月14日：終止行李起卸業務。
- 1987年4月1日：國鐵分割民營化，車站由九州旅客鐵道（JR九州）營運。
- 1991年7月31日：JR貨運車站啟用，重新恢復貨運列車。
- 1998年10月3日：貨運列車廢止。
- 2006年4月1日：JR貨運車站成為線外貨運站。
- 2015年11月14日：開始可以使用IC卡「SUGOCA」[5]。
- 2022年：

- 1月15日：新跨線橋及升降機投入使用。
- 4月1日：隨宮崎綜合鐵道事業部改組，並且昇格為宮崎支社，車站管理權由宮崎支社承繼。

## 使用狀況
在2023年度，1日平均乘車人次為1,136人。
以下為近年1日平均乘車人次。
| 年度   | 1日平均 乘車人次 |
| ------ | ---------------- |
| 1996年 | 1,001            |
| 1997年 | 994              |
| 1998年 | 993              |
| 1999年 | 1,012            |
| 2000年 | 988              |
| 2001年 | 995              |
| 2002年 | 984              |
| 2003年 | 1,020            |
| 2004年 | 1,018            |
| 2005年 | 1,048            |
| 2006年 | 1,007            |
| 2007年 | 1,006            |
| 2008年 | 1,010            |
| 2009年 | 994              |
| 2010年 | 954              |
| 2011年 | 954              |
| 2012年 | 984              |
| 2013年 | 1,065            |
| 2014年 | 1,039            |
| 2015年 | 1,062            |
| 2016年 | 1,075            |
| 2017年 | 1,072            |
| 2018年 | 1,112            |
| 2019年 | 1,130            |
| 2020年 | 957              |
| 2021年 | 944              |
| 2022   |                  |
| 2023   | 1,136            |

## 佐土原線外貨運站
佐土原線外貨運站（簡稱：佐土原ORS）是隸屬JR貨物佐土原站。在車站大樓北邊設有貨櫃集運基地。可起卸貨櫃貨物（只限12呎貨櫃）。根據2022年的時間表，每天共提供1班往延岡貨物站，以及2班由延岡站開出的復程。另外，在車站大樓之中設有JR貨物宮崎營業所。
過往，曾經在宮崎站設有「宮崎貨櫃中心」，同樣也有貨車班次進行貨運輸送。宮崎站高架化後，「宮崎貨櫃中心」的功能遷移至此站。在1991年7月，此站開始貨物起卸業務，並設有貨運列車。在1998年10月，取消貨運列車服並務改為貨車代行。2006年4月起，貨櫃基地改名為線外貨運站。

## 相鄰車站
九州旅客鐵道
■日豐本線
- 特急「日輪」「日輪喜凱亞」「日向」停車站。

日向新富－佐土原－日向住吉

### 曾經存在的路線
日本國有鐵道
妻線
佐土原－西佐土原

## 外部連結
- JR九州佐土原站 （页面存档备份，存于）